# Ивот
Иво́т — посёлок городского типа в Дятьковском районе Брянской области России, административный центр Ивотского городского поселения.

## География
Расположен на севере области, в 15 км к северо-западу от железнодорожной станции Дятьково (на линии Брянск — Вязьма). Крупнейший после Дятькова населённый пункт района.
Через посёлок протекает река Ивоток (первоначальное называние рус. дореф. Ивотъ), которая является левым притоком реки Ветьма.

## История
До строительства в начале XIX века стекольного завода в 1785 году, на территории современного посёлка находилась деревня Шумовичи (1790 г.) Брянского уезда Орловской губернии.
С 1805 Ивотская (фабрика), для отличия от деревни Ивот (Ивоток), входила в Мальцовский заводской промышленный округ, с середины XIX века также действовали сахарный и кирпичный заводы.

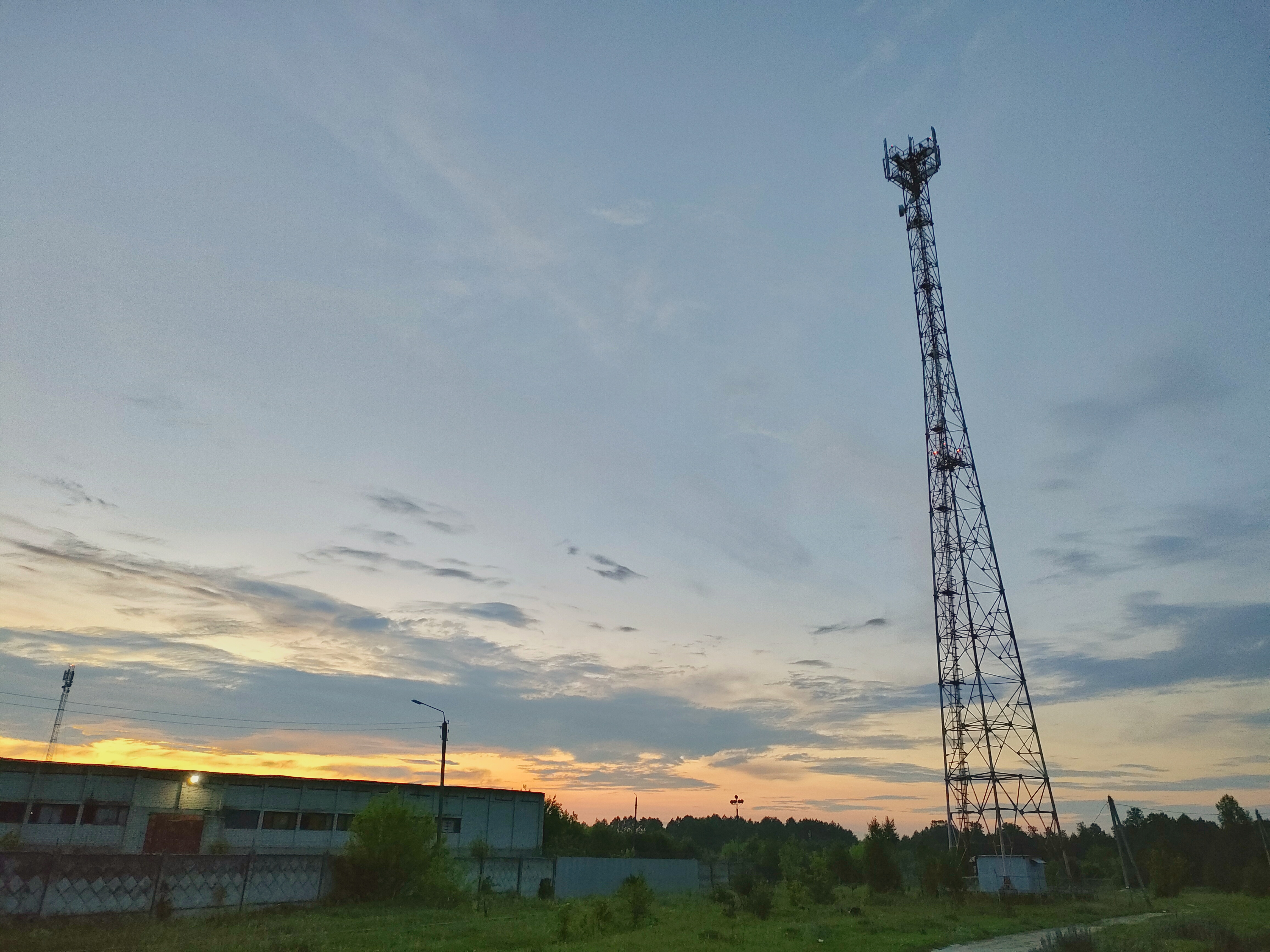

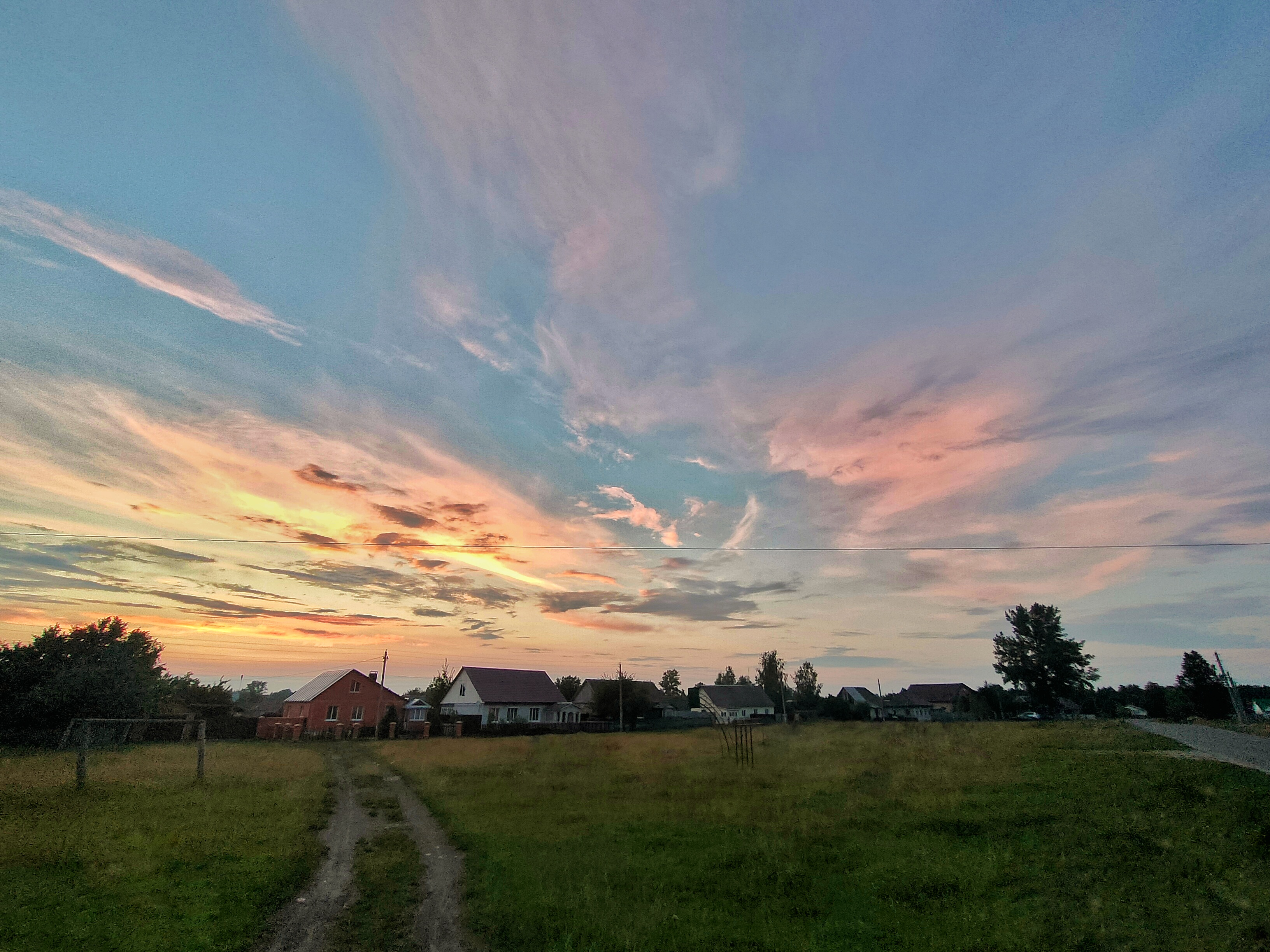

В 1832 году на карте Десятиверстке Шуберта Ивотская и Шумаватская появляются совместно рядом с деревней Ивотъ.
В 1868 году Ивотъ фабрика на Военно-топографическая карте Российской Империи Трехверстовке Шуберта Ф. Ф. обозначен рядом с деревней Ивотъ.
С ноября 1968 по июнь 1969 года в отчетах земского врача Фосс отмечено о свирепствовавшей эпидемии тифозной горячки на Ивотском заводе.
С 1881 деревня Ивотъ становится селом Ивотъ (ныне пгт) Ивот.
В 1882 году Немирович-Данченко В. И. описал поездку в Ивотъ вместе с Мальцовым С. И.:
Въ 13-ти верстахъ отъ Дядькова стоитъ деревня Ивотъ съ большою фабрикой оконныхъ стеколъ, на которой работаетъ 430 постоянныхъ и болѣе шестисотъ временныхъ рабочихъ. Администрація Мальцовскаго товарищества уплачиваетъ имъ ежегодно 70.000 руб., причемъ общій оборотъ фабрики опредѣляется въ 250.000 руб. Въ Ивотъ ведетъ прекрасно содержимое шоссе.Василий Иванович Немирович-Данченко, Америка в России. "Русская Мысль", 1882
Первоначально состоял в приходе села Дятькова, приход храма Покрова с 1881 года.
Современное каменное здание храма Покрова построено в 1905—1914 гг. (с 1930 по 1989 не действовал).
Въ Ивотѣ прекрасная церковь. Окна и во всѣхъ церквахъ иконостасы здѣсь изъ Дядьковскаго хрусталя. Они чрезвычайно эффектны, а въ Ивотской церкви престолъ устроенъ изъ такого же стекла съ украшеніями, и рѣзьба почти художественна.Василий Иванович Немирович-Данченко, Америка в России. "Русская Мысль", 1882
1 сентября 1897 года была открыта одна из первых в уезде Ивотская народная бесплатная библиотека-читальня, учрежденной на средства Орловского губернского земства в память бракосочетания Их Императорских Величеств и упоминается о щедрых пожертвованиях на нужды библиотеки от простых граждан деньгами и книгами при этом не было отпущено сумм на наём библиотекарей, а общество мастеровых Ивот отвело принадлежащее ему общественное здание около училища, и приняло отопление и освещение читальни и наём прислуги на свой счёт.
В 1898 году упоминается о 2-х классной церковно-приходской школе в Ивотъ, которая была устроена генерал-майором Мальцовым С. И. , а так же открывается трехдневная ярмарка начиная с первой пятницы по Святой Троице.
В конце XIX века была проложена железнодорожная ветка до Дятькова (первоначально — узкоколейная) длиной 20 верст.
В 1902 году Ивотъ на карте Среднерусской чернозёмной области составленной В. П. Семеновым.
В 1903 году ИвотъФабрика отмечена отдельно от Ивотъ на карте Орловской епархии.
В 1903 году учителя начального Ивотского земского сельского Училища отмечены монетарными наградами, а так же в отчетах Брянской земской управы упоминается наличие женской Гимназии.
В 1914 году появился свой кинематограф, картины брали на прокат у Дятьковского благотворительного общества.
В 1921 году отмечается возникновение заводских поселков городского типа в Мальцовском районе включая Ивот Бежицкого Уезда.
В 1922 году построена высоковольтная линия Дядьково — Ивот 14 верст и оборудована подстанция.
В 1934 году Ивот на Почтовой карте Европейской части СССР.
В 1945 году Ивот на Административной карте Брянской области обозначен рядом с Ивоток.

## Великая Отечественная война
С 15 сентября 1941 года 290-я стрелковая дивизия, была отведена во 2-й эшелон 50-я армия (СССР), и заняла оборону в районе села Овстуг на шоссе Брянск-Рославль фронтом на запад.
Здесь дивизия получила первое пополнение из уроженцев городов Куйбышева, Орла и Чернигова, необстрелянные и не бывшие на фронте. Спешно проводилось обучение и сколачивание рот и батальонов.
2 октября 1941 года, немцы порвали оборону на р. Десна, северо-западнее Брянск и западнее ст. Фаянсовая на фронте 279 и 299 стрелковых дивизий и двинулись на Людиново, и Жиздру. 290 стрелковая дивизия получила задачу выйти в район п. Ивот, г.Дятьково и п.Старь, прикрыв тем самым правый фланг 50-й армии.
3 октября 1941 год 290-я дивизия форсированным маршем, совершив 65 километровый переход, сосредоточилась в городе Дятьково и заняла оборону, прикрывая Ивот и Старь с запада и северо-запада.
5 октября 1941 года противник передовыми отрядами подошёл к п. Ивот боевое охранение 878-й стрелковый полк, прикрывавшего подступы к посёлку, вступили в бой с немецкими отрядами, атаковавшие его силой до батальона пехоты и полуэскадрона кавалерии. В результате стойкого сопротивления противник понёс большой урон и потеряв 100 человек убитыми, отступил. Несколько кавалеристов были взяты в плен.
К этому времени немцы захватили Бежицу, Орёл, на юге противник подходил к Мценску, на севере к Калуге. Заняв Карачев, противник вышел в тыл 50-й армии, захватив её в глубокий «стальной мешок».
8 октября 1941 года на 290-ю стрелковую дивизию было возложена задача прикрывать планомерный отход войск армии. Выполнив поставленную задачу, части дивизии выступили из г. Дятьково в направлении города Белёв после оставления посёлок, был оккупирован немцами.
Освобождение посёлка Ивот в ходе Брянской операции 1943 года
Боевые донесения в штаб 3-й Армии, начальника штаба 17-я стрелковая дивизия (2-го формирования)17, подполковника Романенко П. С.
По сведениям разведки и показаниям местных жителей, противник 296 пехотная дивизия Вермахта, отошла на заранее подготовленные позиции, состоявшие из окопов и траншей полного профиля, ДЗОТов, блиндажей, сплошных и сложных завалов, глубина которых доходит до от 80 до 200 метров.
На указанном рубеже позиции противник имеет довольно сильную и организованную систему ведения огня с большим насыщением пулемётно-автоматного огня, усиливаемого артиллерийским и миномётным огнём из глубины.
11 сентября 1943 года боем, разведкой и наблюдением установил, что передний край его обороны проходит: сплошной системой вдоль левого берега реки Ивоток, озеро Ивот, юго-восточной окраины посёлка Ивот и далее вдоль лесной дороги 1—1,5 км севернее и северо-восточнее большака Дятьково-Ивот с вынесением на восточный берег озера Ивот, солидно укреплённый предмостным укреплением, проходящим по центральной улице посёлка Ивот с северо-запада на юго-восток. Всего в полосе действия дивизии обороняется до 2-х полков пехоты первой линии.
Особенно сильно насыщены пехотным огнём, участки обороны противника: Ивоток, церковь и стекольный завод посёлка Ивот, противник оказывает сопротивление отдельными группами автоматчиков, в районе северной, северо-восточной окраины посёлка Ивот. Пулемётный огонь ведёт с северной окраины посёлка Ивот, гражданское население покинуло населённый пункт, посёлок горит.
Попытки 1316 и 1312 стрелкового полка днём 12 сентября 1943 года и в ночь на 13 сентября 1943 года на правом фланге дивизии форсировать реку Ивоток северо-западнее посёлка Ивот и на левом фланге, сходу выйти на стык большаков (Шлагбаум) с железной дорогой 3 км юго-восточнее посёлка Ивот успехов не имели.
1314 стрелковый полк под командованием подполковника Кустов, Фёдор Михайлович после упорных уличных боёв в течение 12 сентября 1943 года овладел северной и северо-восточной окраиной посёлка Ивот. Передовые подразделения достигли главной улицы, проходящей по восточному берегу озера Ивот. Противник оказывает упорное сопротивление, посёлок продолжает гореть.
Части 296 пехотной дивизии Вермахта, упорно обороняет левый (юго-западный) берег р. Ивоток, траншеи полного профиля с оборудованными стрелковыми и миномётными ячейками. С западные и юго-западные улицы п. Ивот, ведётся интенсивный пулемётный и миномётный огнь, который задерживает продвижение наших частей.
D 15.00, 13 сентября — 1312 стрелковый полк провёл разведку боем и выявил позиции 6 ротных миномётов, 5 пулемётных огневых точек и две артиллерийские батареи.
Всего отмечено 15 активнодействующих пулемётных точек и три миномётных батареи, одна самоходная пушка, по юго-западному берегу р. Ивоток, за день противником выпущено до 300 снарядов и мин. В течение ночи с 13 на 14 сентября противник редким и методичным огнём обстреливала Северную и Северо-восточную окраину посёлка Ивот, и боевые порядки 1316 стрелкового полка. Всего за ночь выпущено до 80 снарядов.
Боевой и численный состав дивизии на 13.09.1943 4664 человек, в том числе больных и раненых −280, из них активных бойцов:
- 1312 стрелковый полк, стрелков и автоматчиков −336, специальное подразделение −273.
- 1314 стрелковый полк, стрелков и автоматчиков −394, специальное подразделение −240.
- 1316 стрелковый полк, стрелков и автоматчиков −359, специальное подразделение −224.

Всего конского состава −543 голов (32 %)
13 сентября начальник штаба 17 стрелковой дивизии полковник Романенко Павел Степанович, в боевом донесении № 263, указал что принял решение закрепиться на достигнутом рубеже, привести части в порядок, произвести перегруппировку всей дивизии, вести разведку с целью выявления слабых мест в обороне противника.
Так же в донесении военному совету 3 армии Романенко П. С. указал, противник обороняется довольно солидными силами в полосе действия дивизии, с целью продолжительного удержания указанного рубежа за собой, и ввиду малочисленности состава стрелковых рот и невозможностью их увеличения за счёт тыловых и специальных подразделений, прошу выделить дивизии 600—800 человек пополнения. Для прорыва обороны противника необходимо доукомплектовать дивизию до 5000-6000 человек и обеспечить одним боекомплектом боеприпасов.
В отчётной справке о потерях противника за промежуток времени с 11 сентября по 12 сентября 1943 года начальник первого отделения 17 стрелковой дивизии, а с 14 сентября 1943, начальника штаба 17 СД, майора Эпштейна Абрама Давидовича, указано что противник потерял убитыми 100 человек, ранеными 295, также было захвачено много трофейного оружия, ПТО 37 мм, пулемёты, автоматы, винтовки.
Вечером 13 сентября в 21.30 противник небольшой группой автоматчиков атаковал стрелковую роту 1316 стрелкового полка находящуюся на левом берегу р. Ивоток, атака была отбита. После успешного отражения атаки стрелковый полк сдал участок обороны, в районе отметки 181,2 первому батальоны 1146 стрелкового полка 342 стрелковой дивизии, основные части которой находились в районе станции Волынь.
1312-й стрелковый полк выведен в район отметки 192,1
1314-й стрелковый полк продолжал удерживать позиции в посёлке Ивот.
В течение ночи с 13 на 14 сентября противник вёл редкий автоматный и пулемётный огонь, временами огонь пулемётов и ротных миномётов усиливался. 81,4-мм миномётная батарея из района юго-западной окраины п. Ивот, вела огонь по северо-восточной окраине, артиллерия из района посёлка Старь, отдельными выстрелами вела огонь по району отметки 194,9 где ранее располагались позиции 1312 стрелкового полка, за ночь выпустили до 50 снарядов и мин.
В 11.30 Из района Церкви и стекольного завода, активно действовали снайпера противника.
С утра с территории завода выкатили лёгкую гаубица на прямую наводку (10,5 cm leFH 18) и произвели обстрел боевых порядков 1314 стрелкового полка. В течение дня с направления п. Старь работала артиллерия гаубица (15 cm sFH 18), всего за сутки выпущено до 500 снарядов и мин. Авиация противника проводит разведывательные полёты.
1316 и 1312 стрелковые полки выведены с боевых позиций для перегруппировки и пополнения были расформированы по одному батальону в каждом полку, тем самым укомплектовав оставшийся батальоны полков.
1314 стрелковый полк остался на прежних позициях и занял оборону на рубеже всей дивизии.
Ночью 15 сентября, одним стрелковым батальоном 1316 стрелкового полка, занять оборону на рубеже отметки 178,8 устье реки Копна, по правому берегу р. Ивоток.
До 3 ночи противник проявляет большую активность миномётным и артиллерийским огнём. С направления п. Старь по позициям 1314 стрелкового полка выпустил до 250 снарядов и мин. После 03.00 ночи огневая активность резко снизилась, противник продолжал вести редкий пулемётный огонь. На юго-западной окраине и в центре п. Ивот были отмечены до 15 сильных взрывов и последующие после этого пожары.
1316 стрелковый полк в 4.30 сменил части 383 стрелковой дивизии на участке обороны от д. Ивоток до д. Сельцо.
1312 стрелковый полк, одним батальоном совершил марш и занял позиции в районе отметки 178,8 устье реки Копна, вторым батальоном встал во втором эшелоне 1314 стрелкового полка.
1314 стрелковый полк начал наступление, не встречая особого сопротивления вышел в район церкви и элеватора, посёлок Ивот был освобождён.
296 дивизия Вермахта, опасаясь окружения с флангов, покинула свои позиции приступила к отводу войск на заранее подготовленный оборонительный рубеж, р. Десна.
15 сентября в течение дня после освобождения посёлка Ивот, части 17 стрелковой дивизии продолжали преследовать отступающего противника, который автоматным и пулемётным огнём продолжал оказывать сопротивление, наступающим подразделениям. На рубеже северо-восточной окраины Любегощь. 1316 стрелковый полк, 2 стрелковых батальона, 800 метров юго-западнее деревни Любегощь, 3-й стрелковый батальон 800 метров юго-западнее д. Солодухино, 1312 стрелковый полк, 600 метров юго-восточнее п. Дубровка.
1314 стрелковый батальон выступил в направлении посёлка Старь, и юго-западной окраины п. Старь, противник выставил заслон до батальона пехоты, по железной дороге от стекольного завода на северо-запад. К вечеру 15 сентября 1943 года, полк овладел северо-восточной окраиной посёлка Старь, вышел 0,4 км севернее стекольного завода, полк ведёт бой с противником.

## Население
| Годы      | 1866 | 1878 | 1897 | 1920 | 1923 | 1926 |
| --------- | ---- | ---- | ---- | ---- | ---- | ---- |
| Население | 755  | 977  | 1979 | 2759 | 3355 | 3696 |

| 1939  | 1959  | 1970  | 1979  | 1989  | 2002  | 2009  | 2010  | 2012  |
| ----- | ----- | ----- | ----- | ----- | ----- | ----- | ----- | ----- |
| 4738  | ↗6397 | ↗7769 | ↘7466 | ↘6972 | ↘6422 | ↗6424 | ↘6374 | ↗6570 |
| 2013  | 2014  | 2015  | 2016  | 2017  | 2018  | 2019  | 2020  | 2021  |
| ↗6743 | ↘6656 | ↗6674 | ↗6689 | ↘6619 | ↘6483 | ↘6299 | ↘6189 | ↘5844 |

## Экономика
Стекольная фабрика (выпускает стекловолокно, базальтовые теплоизоляционные изделия и др.).
Распоряжением Правительства РФ от 29 июля 2014 года № 1398-р (ред. от 13.05.2016) «Об утверждении перечня моногородов», включён в список моногородов Российской Федерации, «в которых имеются риски ухудшения социально-экономического положения».

## Природа
- Партизанские топи (Ивоток)

## Памятники истории

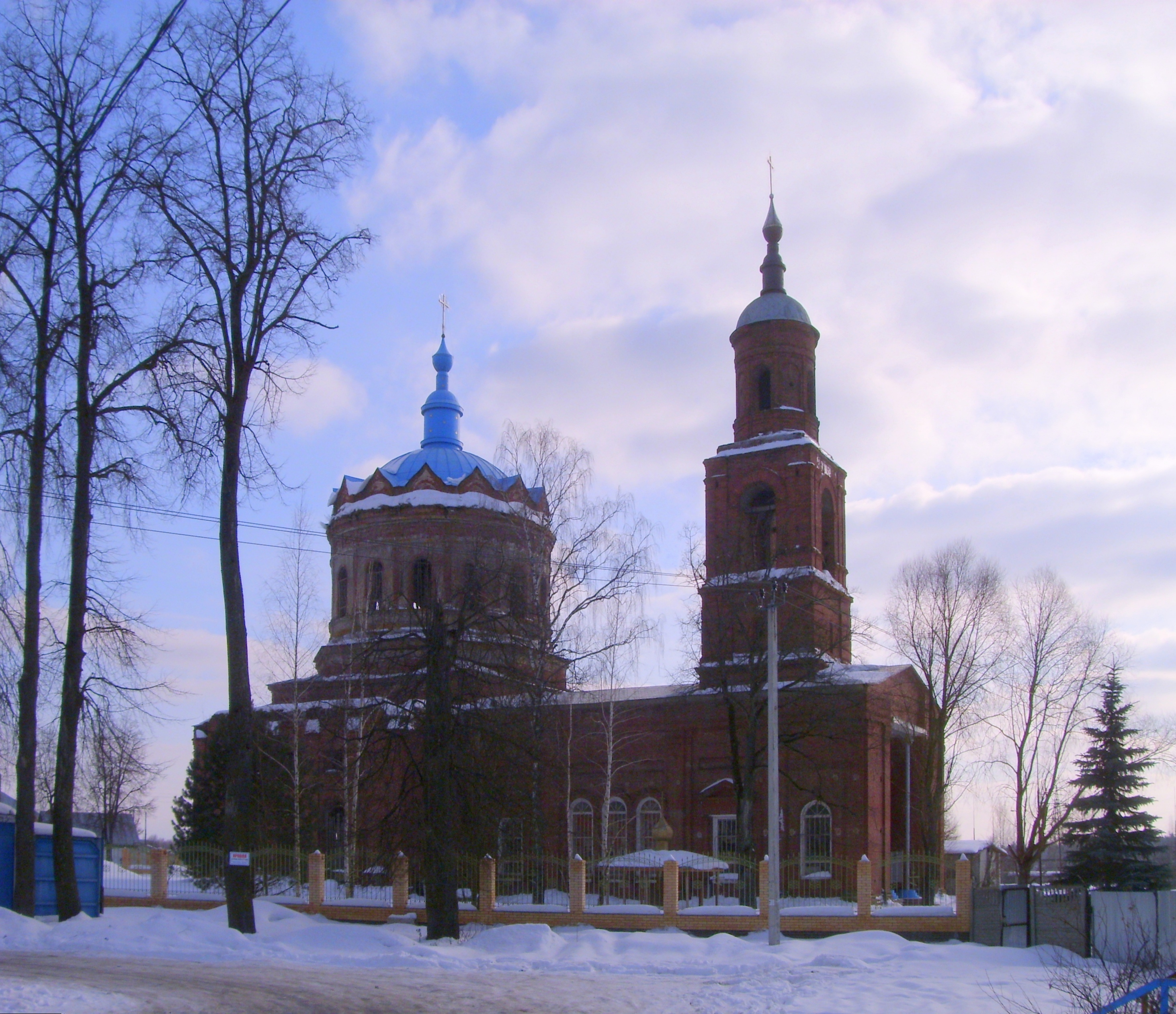
Покровская церковь

- Храм Покрова Пресвятой Богородицы (1905) включающий основной кубический объем с цилиндрическим световым барабаном на восьмигранном основании, увенчанным куполом, к которому примыкают прямоугольные, слегка пониженные боковые части и короткий алтарь с выступающей в центре полукруглой апсидой. Трапезная имеет два мощных квадратных выступа на западном фасаде, между которыми расположены две колонны. Над центром паперти возвышается массивная ярусная колокольня, состоящая из двух четвериков (нижний почти глухой, с узкими оконцами, верхний с широкими арками звона) и цилиндрического объема, который венчала глава; оконные проемы и дверные проемы, стилизованные под классицизм декор состоит из крупных, членящих стены пилястр, упрощенных антаблементов, прямоугольных ниш, рустовки, наличников с треугольными сандриками у прямоугольных проемов и простых обрамлений с замками у арочных.[49][50]
- Ивотская церковь переняла характерные особенности Преображенского храма в Дятьково[51]. Самой примечательной строительной конструкцией церкви Покрова является полусферический свод барабана, выполненный из монолитного железобетона[51]. В этом заимствовании видится стремление храмоздателей подчеркнуть не только территориальное, но и духовное единство Мальцовского промышленного округа[51].

Судьба храма оказалась трагичной. Первая мировая война остановила строительство. До сих пор эта постройка, выполненная в стенах и покрытиях, ждет своего часа.
В советское время, в 1930 году в храме был размещен пионерский лагерь. Колокольня и кресты убраны. В 1942 г. Богослужения были возобновлены, но не надолго. С 1943 по 1961 год в здании храма находился клуб поселка Ивот. В 1970-х годах здание пострадало от пожара. В 1990 году начались восстановительные работы.
- Дом, в котором в 1905—1907 гг. проходили собрания Ивотской большевистской организации.
- Братская могила мирных жителей, расстрелянных в 1941—1943 гг. немецко-фашистскими захватчиками.
- Братская могила 33-х воинов Советской армии, погибших в сентябре 1943 г. в боях с немецко-фашистскими захватчиками.
- Братская могила 78 советских воинов, погибших в 1941 и 1943 гг. в боях с немецко-фашистскими захватчиками.
- Памятное место, где в 1941—1942 гг. размещался штаб Ивотского партизанского отряда.[53]
- Дом, в котором в 1941—1943 гг. проводились партийные собрания подпольной партийной организации поселка Ивот.
- Дом, в котором в 1941—1943 гг. проводились подпольные комсомольские собрания подпольной комсомольской организации поселка Ивот.
- Памятник в честь 30-летия освобождения Брянской области от немецко-фашистских захватчиков.

## Известные уроженцы и люди
- Храмченко, Василий Павлович (1907—2002) — советский лётчик, участник Великой Отечественной войны.